# Pterocaesio trilineata
Pterocaesio trilineata is een vis uit de familie van de fuseliers (Caesionidae).
De vis leeft in het westen en oosten van de Indische Oceaan en de Grote Oceaan, voornamelijk rond koraalriffen. 
De vis kan een maximale lengte bereiken van 20 cm en heeft een zijlijn, een rug- en aarsvin. Hij heeft tien stekels en 14 tot 16 vinstralen in de rugvin en 11 tot 12 vinstralen in de aarsvin. Zijn voeding bestaat uit zoöplankton.